# Damien Hardman
Damien Hardman (Sydney, 23 de janeiro de 1966), conhecido como The Iceman, é um ex-surfista australiano de Sydney. Ele ganhou o Rip Curl Pro duas vezes em 1988 e 1993, e foi vice-campeão três vezes em 1989, 1991 e 1997, e em 1987/88 e 1991 ganhou o ASP World Tour. Em 1999, ele foi introduzido no Australian Surfing Hall of Fame em 1999.

## Vida e carreira
Hardman nasceu em Warriewood, New South Wales, em 23 de janeiro de 1966. Filho do financista Brian Hardman, que mais tarde foi o diretor de mídia do ASP World Tour, ele foi criado no subúrbio de Narrabeen, em Sydney, lar de surfistas respeitados e de alto desempenho, como Simon Anderson e Col Smith.
Hardman ficou em terceiro lugar na divisão de juniores do Australian National Titles de 1982, dois anos depois ele venceu os juniores em ambos os títulos nacionais e mundiais. Hardman se tornou profissional em 1984, e no ano seguinte completou sua primeira temporada completa na turnê mundial, terminando como número 17 e sendo eleito o novato do ano; em 1986 ele ficou em 6º lugar. Hardman tinha apenas 21 anos quando venceu o título mundial de 1987 em um confronto com o australiano Gary Elkerton na última competição da temporada em Sydney's Manly Beach .
Hardman foi o melhor competidor do tour nos seis anos seguintes, terminando em 2º em 1988, 4º em 1989 e 1990, 1º em 1991, 2º em 1992 e 4º em 1993. Ele caiu para 13º em 1994 e quase desapareceu de vista nos dois anos seguintes. Ele voltou em 1997, aos 31 anos, terminando em 6º lugar. Hardman anunciou a sua aposentadoria, mas mudou de ideia, terminando a temporada de 1998 em 14º lugar. Ele subiu para o 9º lugar em 1999 e caiu para 25º em 2000. Ele finalmente anunciou a sua aposentadoria em 2001, quando foi descrito pelo Swell.com como "o melhor surfista profissional". Ele terminou com um total de 19 vitórias no Pro Tour, incluindo o Stubbies Classic 1986, o Rip Curl Pro em 1988 e 1993 e o Rip Curl Hossegor Pro em 1998. Em 1988, ele se tornou o primeiro surfista masculino a vencer sete eventos em uma temporada (igualados posteriormente pelos campeões mundiais Tom Curren e Kelly Slater ).

## Pós-surfe
Hardman foi introduzido no Australian Surfing Hall of Fame em 1999. No ano seguinte, ele fundou a Instyle Enterprises, uma empresa de distribuição de acessórios de surf, e mais tarde foi dono de uma série de lojas outlet da Rip Curl e o diretor de eventos da Rip Curl Pro Bells .